# PRIDE.7
PRIDE.7（プライド・セブン）は、日本の総合格闘技イベント「PRIDE」の大会の一つ。1999年9月12日、神奈川県横浜市の横浜アリーナで開催された。

## 大会概要
第7試合ではイゴール・ボブチャンチンがマーク・ケアーにTKO勝ちしたが、反則であるグラウンド状態での頭部への膝蹴りがあったため、後日TKO勝ちから無効試合へと裁定変更された。
メインイベントでは高田延彦がアレクサンダー大塚からスリーパーホールドで見込み一本勝ちを収めた。
IVCライトヘビー級王者ヴァンダレイ・シウバがPRIDEデビュー。

## 試合結果
第1試合 PRIDEルール 10分2R、延長5分1R
○  松井大二郎 vs.  ボブ・シュライバー ×
1R終了時 反則失格（注意3回）
※サッカーボールキック・タイムストップ時の攻撃・ラウンド終了後の攻撃によりレッドカードが提示された。
第2試合 PRIDEルール 10分2R、延長5分1R
○  ヴァンダレイ・シウバ vs.  カール・マレンコ ×
2R終了 判定6-0
第3試合 PRIDEコンテンダーズルール 8分2R
○  エンセン井上 vs.  トゥリー・クリハーパイ ×
1R 1:15 腕ひしぎ十字固め
第4試合 PRIDEルール 10分2R、延長5分1R
○  モーリス・スミス vs.  ブランコ・シカティック ×
1R 7:33 ギロチンチョーク（前腕チョーク）
第5試合 PRIDEルール 10分2R、延長5分1R
○  小路晃 vs.  ラリー・パーカー ×
延長R終了 判定3-0
第6試合 PRIDEルール 10分2R、延長5分1R
○  桜庭和志 vs.  アンソニー・マシアス ×
2R 2:30 腕ひしぎ十字固め
第7試合 PRIDEルール 10分2R、延長5分1R
－  イゴール・ボブチャンチン vs.  マーク・ケアー －
2R 4:45 無効試合（反則）
第8試合 PRIDEルール 10分2R、延長5分1R
○  高田延彦 vs.  アレクサンダー大塚 ×
2R 1:32 TKO（レフェリーストップ：スリーパーホールド）